# Marienkapelle (Steiningloh)

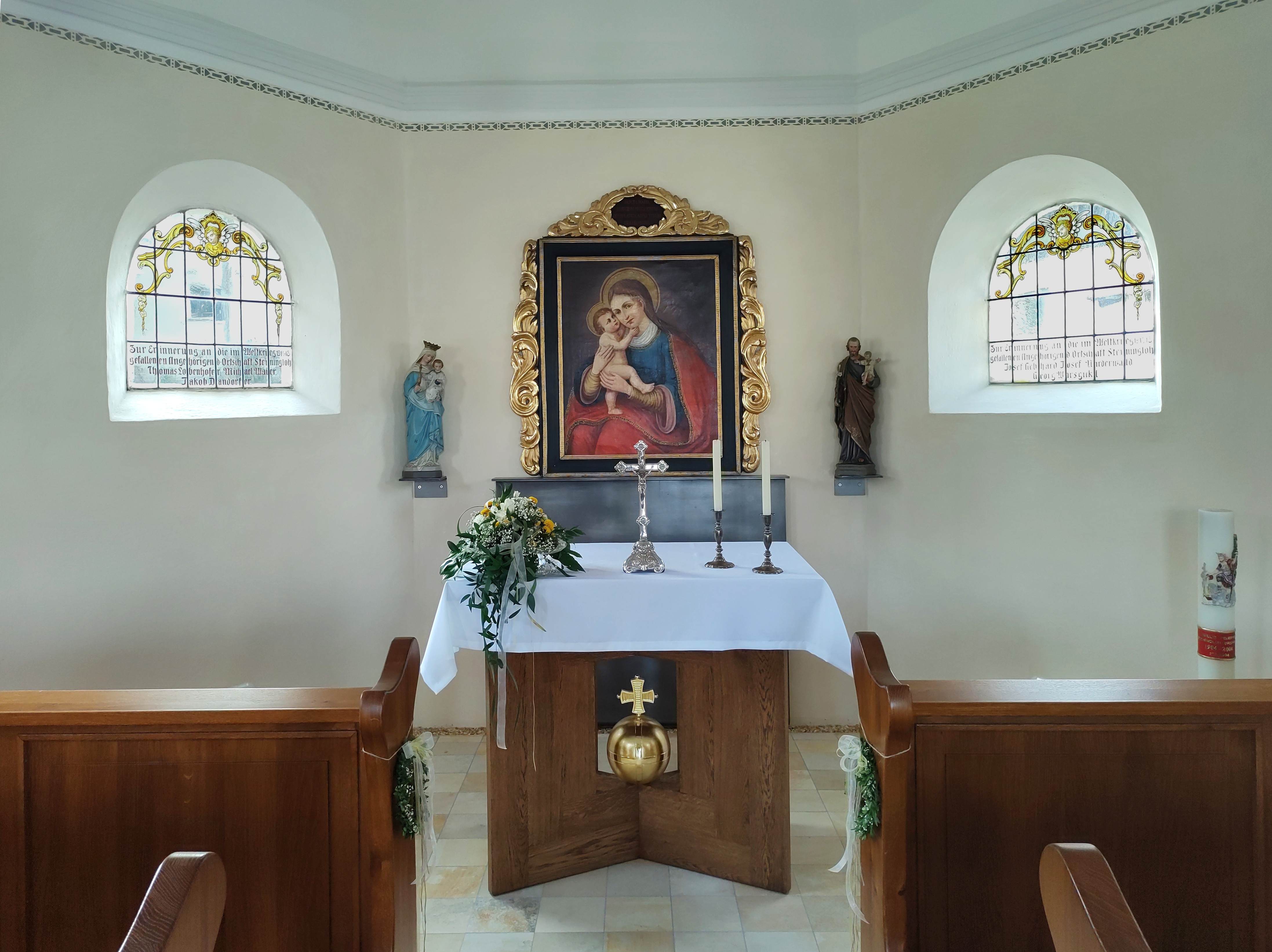
Altarraum mit Gnadenbild

Die Marienkapelle ist die Dorfkirche von Steiningloh, einem Ortsteil der Stadt Hirschau im Landkreis Amberg-Sulzbach in der Oberpfalz (Bayern).

## Geschichte
Die Baugeschichte der heutigen Marienkapelle begann 1908. Bei einer Gemeindevisitation durch das Königliche Bezirksamt wurde der desolate Zustand des Vorgängerbaus bemängelt und ein Neubau angeregt. Das Amt schrieb am 3. Mai der Gemeinde, „dass im Interesse einer heimatlichen Bauweise geboten ist, die Pläne beim Königl. Landbauamt fertigen zu lassen.“ Die damals eigenständige Gemeinde Steiningloh nahm das Projekt in Angriff. Bürgermeister Gebhard teilte am 2. August 1910 mit, dass die alte Kapelle schon abgebrochen sei. Die Weisung, die Pläne beim Landbauamt fertigen zu lassen, wurden ignoriert.
Die Gemeinde erklärte am 24. November 1910, dass der Kapellenplan in Arbeit des städtischen Waldaufsehers Franz Schmid sei und der Hirtenstall abgebrochen worden sei. Am 17. April 1911 berichtete der Bürgermeister dem Bezirksamt, alle Anordnungen seien vollzogen, mit Ausnahme der Reparatur der Kapelle und der Stallungen am Hirthaus. Die Anträge habe man zurückgestellt, weil man die Kapelle auf einem anderen Platz bauen wolle. Die Schmid-Pläne wurden von den zuständigen Stellen nicht zur Kenntnis genommen. Vielmehr hatte das Königliche Landbauamt selbst Entwürfe gefertigt. Auf deren Grundlage genehmigte die Königliche Regierung der Oberpfalz am 9. August 1912 den Bau.
Der Bau geriet ins Stocken, wahrscheinlich wegen des Ersten Weltkriegs und der daraus resultierenden Geld- und Materialnot. Dann verzögerte vermutlich auch der wichtigere Neubau der Pfarrkirche in Ursulapoppenricht den Kapellenbau. Erst nach dem Krieg gibt es wieder Aktennotizen. Bürgermeister Gebhard meldete am 25. Mai 1919 die Fertigstellung des Rohbaus. Am 10. Juli stellte das Bezirksamt Amberg fest, „dass die Kapelle, soweit sie fertig ist, den Regierungsbedingungen und dem Plan entspricht mit Ausnahme des Dachreiters, welcher statt 8eckig mit 4eckig ausgeführt ist; doch kann das nicht als Verschlechterung angesehen werden.“ Aus der von Helmut Janner verfassten Kapellenchronik kann entnommen werden, dass die neuromanische Marienkapelle am 30. April 1922 durch den Pfarrer von Ursulapoppenricht Joseph Prasch geweiht wurde.
Da die Kapelle ursprünglich der ehemaligen Gemeinde Steiningloh gehörte, ging das Eigentum an der Kapelle mit der Eingemeindung von Steiningloh an die Stadt Hirschau über. Der Stadtrat der Stadt Hirschau stellte 2015 die Sanierungsbedürftigkeit der Kapelle fest. 2017 erhielt man die denkmalrechtliche Erlaubnis zur Sanierung der Kapelle. Im Rahmen der Sanierungsmaßnahmen wurde der Dachstuhl samt Glockenturm und Kapellendecke nach den Vorgaben des Denkmalschutzes saniert. Der Glockenturm wurde neu eingeblecht, der Glockenantrieb ausgetauscht sowie neue elektrische Anlagen installiert. Zur kompletten neuen Elektrik gehörten Lampen innen und außen und die Bankheizung an allen Plätzen. In die Kugel des Kreuzes auf dem Dachreiter wurden Unterlagen für die Nachwelt eingebracht. Die Fundamente mussten ebenso trockengelegt werden wie die Innen- und Außenwände. Der Außenputz war zu erneuern, die Innenwände zu streichen. Die Deckengemälde wurden restauriert. Eine neue Kirchentür war ebenso notwendig wie ein neuer Fensterrahmen. Der Fußboden wurde mit Solnhofer Platten gestaltet, unter den Kirchenbänken wurden Eichendielen verlegt. Nach Abschluss der Renovierungsarbeiten konnte die Kapelle am 100. Jahrestag der ersten Weihe durch Pfarrer Dr. Christian Schulz aus Hahnbach am 30. April 2022 neu geweiht werden.

## Ausstattung

### Altar
Das Altarbild scheint dem Gnadenbild Mariahilf von Lucas Cranach d. Ä. nachempfunden zu sein. Eine Nachbildung dieses Bildes ziert auch den Hochaltar der Wallfahrtskirche Maria Hilf in Amberg.

### Fenster
Wegen gewisser Stilelemente und der Art der Beschriftung liegt die Vermutung nahe, dass die Fenster von der Kapelle von der Kunstglaserei Schneider (jetzt Schwarzmayr) aus Regensburg stammen. Diese Firma hatte Jahre vorher auch die Fenster der Pfarrkirche in Ursulapoppenricht gefertigt und dürfte deshalb in Steiningloh bekannt gewesen sein.

### Gedenktafel Pater Josef Dotzler

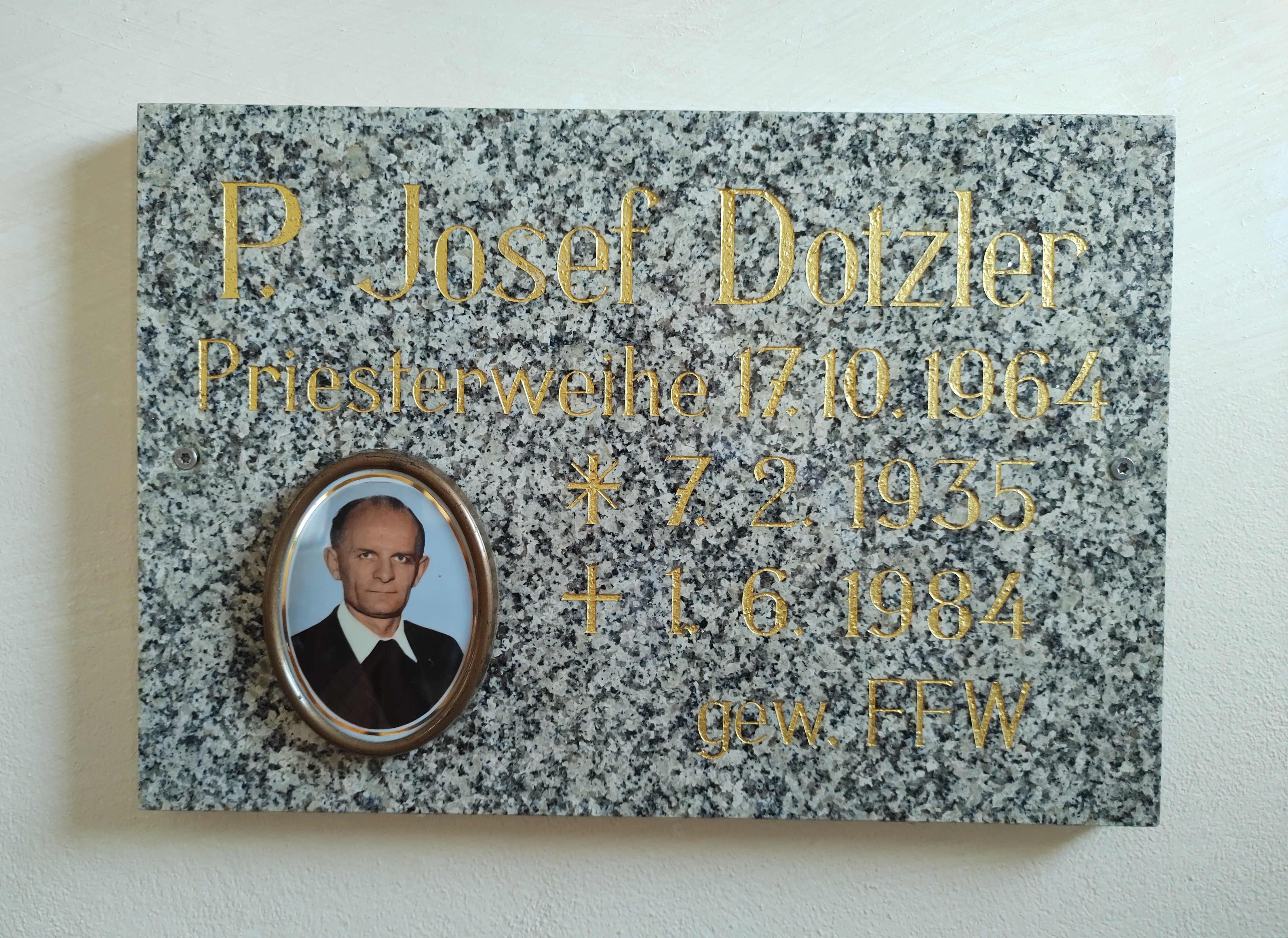

Eine Gedenktafel in der Kapelle erinnert an den aus Steiningloh stammenden Missionspater Josef Dotzler. Er kam 1984 bei einem Verkehrsunfall in Neuguinea ums Leben.

## Denkmalschutz
Die Marienkapelle ist in der Bayerischen Denkmalliste des Bayerischen Landesamtes für Denkmalpflege unter der Akten-Nr. D-3-71-127-61 geführt.